# Dani Nieto
Daniel Nieto Vela, mais conhecido como Dani Nieto (Palma Nova, Mallorca, 4 de maio de 1991) é um futebolista espanhol que atua como atacante. Atualmente joga pelo Poblense.

## Carreira

### Categorias de base
Dani começou sua carreira em 1998 no Platges de Calvià, onde ficou até os 13 anos de idade quando foi para o Mallorca. Durante esse período foi considerado uma das grandes promessas do Mallorca. Foi contratado pelo Espanyol em 2007, com 16 anos.

### Espanyol
Estreou no Espanyol na temporada 2010–11, marcando 15 gols e sendo o artilheiro da equipe.

### Girona
Em 30 de junho de 2011, foi emprestado ao Girona.

### Alcorcón
Rescindiu seu contrato com o Espanyol e em agosto de 2012, acertou com o Alcorcón.

### Barcelona B
Chegou no Barcelona B em 12 de julho de 2013.